# Beuchelt

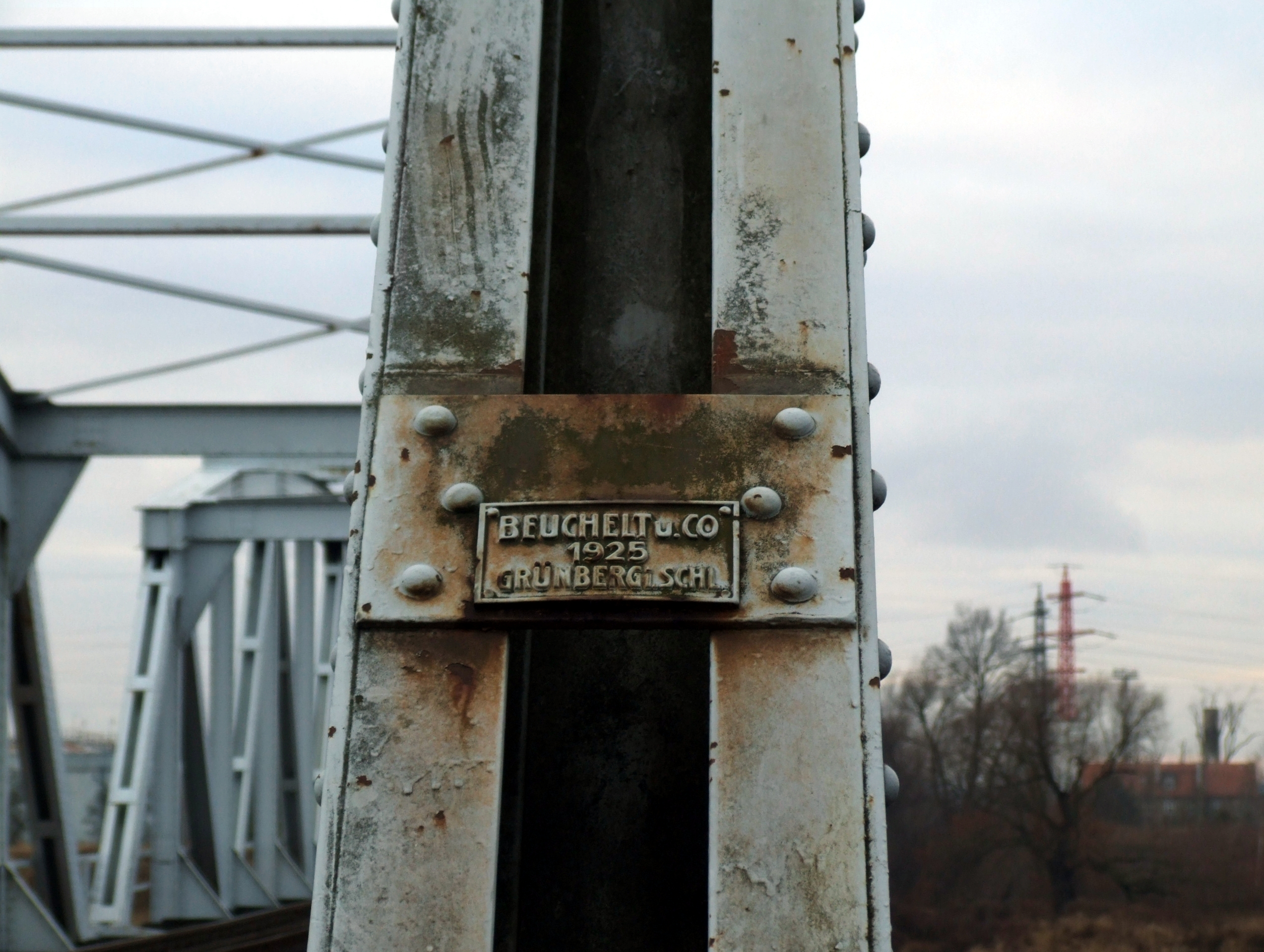
Tablica producenta na moście kolejowym w Koźlu (obecnie dzielnicy Kędzierzyna-Koźla)

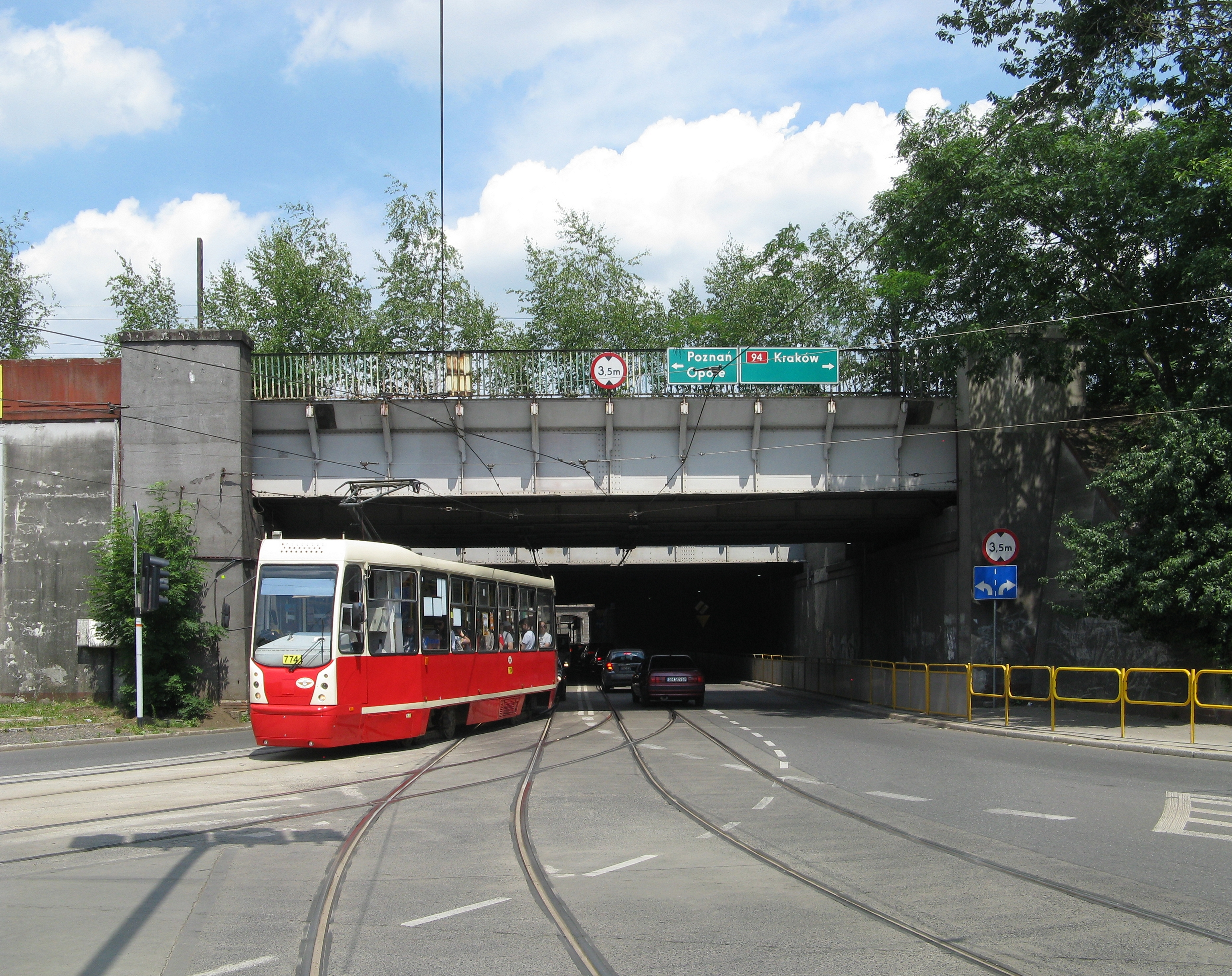
Wiadukt kolei wąskotorowej nad ulicą Łagiewnicką w Bytomiu konstrukcji Beuchelta w 2018 roku

Beuchelt & Co. (pełna nazwa: Fabrik für Brückenbau und Eisenkonstruktionen Beuchelt; Fabryka Mostów i Konstrukcji Stalowych Beuchelt) – przedsiębiorstwo założone w 1876 roku w Zielonej Górze przez Georga Beuchelta i Alberta Ribbecka, produkujące mostowe elementy stalowe oraz tabor kolejowy.

## Historia
Fabryka wznosiła także dworce i hale dworcowe. Między 1876 a 1926 r. fabryka wyprodukowała 497 mostów zainstalowanych w różnych rejonach ówczesnych Niemiec, m.in. Kaiserbrücke (Most Cesarski, obecnie Most Grunwaldzki) we Wrocławiu. Od 1903 r. uczestniczyła także w budowie linii kolejowej Damaszek – Bagdad (kolej bagdadzka). Należała do czołówki niemieckich producentów taboru kolejowego przed II wojną światową. We współpracy z firmą Sablatnig, która dostarczała silniki Beuchelt produkował niewielkie samochody model 6/30 PS o pojemności silnika około 1,5 l i mocy 30 KM w latach 1925–1926.
Po wojnie fabrykę przekształcono w Zaodrzańskie Zakłady Przemysłu Metalowego Zastal, funkcjonujące do dziś jako Zastal Spółka Akcyjna.

## Wybrane realizacje
- Most Odrzański w Brzegu (1895)
- Most obrotowy w Giżycku (1898)
- Most kolejowy w Stanach (1905)
- Most Grunwaldzki we Wrocławiu (1908–1910)
- most nad śluzą I w Rędzinie (1916, zob. Stopień Wodny Rędzin)
- Most w Cigacicach (1925)